# Reservpolis

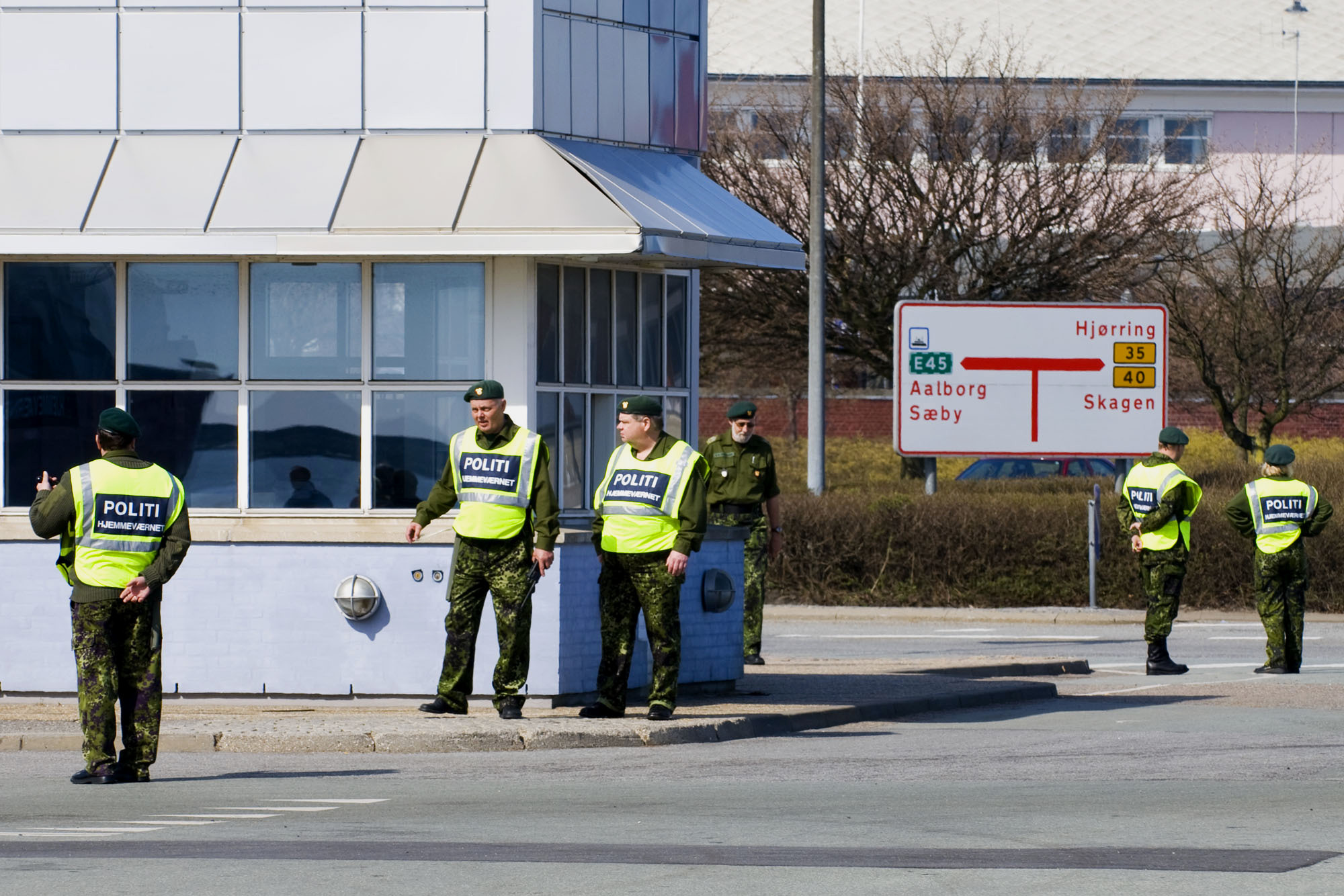
Danska hemvärnssoldater som reservpoliser.

Reservpolis är en tjänsteman eller institution, som vid särskilda tillfällen utför samma eller liknande polisiära uppgifter som yrkespoliser.
Reservpolisinstitutet finns i, eller har funnits i, många länder, men har i olika avseenden annorlunda utformning från land till land.

## Reservpolis i olika länder

### Danmark
I Danmark inkluderar Hjemmeværnet en reservpolisfunktion. Det har särskilda poliskompanier, som assisterar polisen med trafikreglering, eftersökning av försvunna personer och vakthållning till exempel på brottsplatser. Vid FN:s klimatkonferens i Köpenhamn 2009 var 1 200 soldater från hemvärnet inkallade för att bistå polisen för upprätthållande av ordning, vakthållning, patrullering och körning av VIP-deltagare.

### Norge
I Norge organiserades 1952 Politireserven som en del av värnpliktssystemet. Beslut om att utnyttja Politireserven togs av regeringen.

### Storbritannien
Mellan 1939 och 1948 fanns i Storbritannien frivilliga polismän inom reservpoliskåren War Reserve Police (en), med som högst 17 000 reservpoliser 1944. Deras uppgift var vanliga polisuppgifter, samt speciella krigsuppdrag som att tillse upprätthållande av mörkläggning, bekämpa svarta marknader, hjälpa till vid evakueringar och flygräder, och tillfångata internerade soldater som flytt. Reservpoliserna hade samma uniform och utrustning som vanliga poliser, men särskiljdes genom särskilda unifomsepåletter med bokstäverna WRC.
I nutid finns så kallade ”special constables” som är Storbritanniens reserv- och deltidspoliser. Dom har nästan samma uniform samt samma utrustning, roll och befogenheter som yrkespoliser och kan gå upp i rank (t.ex. som special sergeant). De är frivilliga och jobbar minst 16 timmar i månaden som polis.

### Sverige
Huvudartikel: Beredskapspolisen
Sverige har sedan 2012 inga reservpoliser. Dessförinnan fanns Beredskapspolisen, vilken ursprungligen organiserats som en del av Totalförsvaret. Beredskapspoliser kunde inkallas av Polisen och stod under befäl av yrkespoliser. Finansieringen skedde inom försvarsbudgeten.